# 三星Galaxy C7 Pro
三星Galaxy C7 Pro是由三星電子製造的一款Android智能手機，於2017年2月上市，

## 系统
C7 Pro出厂原装基于Android 6.0.1 Marshmallow系統的Samsung Expenience用戶介面。产品发布后不久，三星Galaxy盖乐世官方微博正式宣布，三星Galaxy C7 Pro开启Android 8.0系统内测。

## 硬件

### 芯片
這台智能手機搭載了高通驍龍 626 SoC，此芯片由8核心ARM Cortex-A53架构、Adreno 506 GPU、4GB的記憶體和64GB儲存空間組成，芯片采用14nm FinFET制程工艺。CPU主频由前代芯片骁龙625的2.0GHz提升至2.2GHz，性能方面相比前代提升了10%。

### 通讯功能
通讯硬件方面支援4G+3G雙卡雙待， 採用三星自家的Super-AMOLED FHD屏幕，尺寸為5.7吋。并且引入了高通全新的TruSignal天线增强技术以及微缝天线设计（MSA），同时还支持LTE Cat7。

### 显示及摄影功能
採用三星自家的Super-AMOLED FHD屏幕，有1080P分辨率，尺寸為5.7吋大小；屏幕最大亮度约330尼特，色域可以覆盖 99.3% 的sRGB。基本模式下的色温为 6400K，非常接近标准的 6500K。104色色准的测试结果得到平均 DeltaE 为 2.9，最大 DeltaE 为 4.9。本机使用CMOS感光元件是三星自家的S5K3P8，后置摄像头为1600万像素且有F1.9 的大光圈，前置摄像头为1600万像素。

### 其他
这款手机采用全金属一体机设计，机身正面延续了三星家族化的设计风格，拥有正面按压式指纹识别传感器。以及USB Type-C 规格的数据接口。電池為不可拆卸式电池，有3300mAh电量。有铜管散热系统以及纤维吸液芯结构。支持基于NFC和指纹识别的Samsung Pay、息屏提醒（Always On Display）功能以及三星U品原音技术。有枫叶金、蓝色以及蔷薇粉三种机身颜色供消费者选择。